# Cropia striata
Cropia striata là một loài bướm đêm trong họ Noctuidae.